# Цуда Сандзо
Цуда Сандзо (яп. 津田 三蔵 Цуда Сандзо:, 15 февраля 1855 года — 30 сентября 1891 года) — полицейский из японского города Оцу, совершивший нападение на цесаревича Николая Александровича (впоследствии Николая II) во время его визита в Японию 11 мая 1891 года.

## Биография
Родился в самурайской семье, его предки служили князьям Ига в качестве врачей.
В 1872 году его призвали в армию, и он участвовал в подавлении восстания самураев 1877 года под предводительством Сайго Такамори.
С 1882 года служил в полиции. 9 января 1882 года он уволился из армии, а 15 марта того же года стал констеблем полиции префектуры Миэ и работал в полицейском участке Мацусака.В 1885 году (Мэйдзи 18) он был уволен со своего поста после жестокого нападения на коллегу, с которым у него возникли разногласия на вечеринке. В декабре он был принят на работу в полицию префектуры Сига. Он усердно работает в полиции префектуры Сига и дважды награждался медалью за заслуги.
Во время визита цесаревича Николая и греческого принца Георга он был поставлен охранять улицу, по которой должны были проследовать высокие гости. Цуда выскочил из оцепления, замахнулся на цесаревича мечом, целясь в голову, но в этот момент тот обернулся и удар пришёлся вскользь. Принц Георг, сопровождавший цесаревича, отбил тростью очередной удар и ударил Сандзо по спине. Подбежавшие рикши скрутили покушавшегося и связали его. Николай после ранения остался жив.
Несмотря на многочисленные требования общественности и правительства Сандзо не был приговорен к смертной казни. Японский уголовный кодекс не предусматривал смертной казни за покушение на убийство (кроме покушения на членов японского императорского дома). Расширенное толкование статьи председатель Верховного Суда Кодзима Икэн посчитал антиконституционным и, несмотря на внешнее давление правительства, остался при своем. 27 мая 1891 года Цуда Сандзо на судебном процессе был приговорён к пожизненному заключению, которое он был должен отбывать на острове Хоккайдо. Однако 30 сентября этого же года Цуда скончался в тюрьме от пневмонии. Согласно другой версии, он уморил себя голодом.
В родной деревне Цуды после инцидента запретили называть детей его именем, а родственники Цуды стали изгоями. Также имели место призывы переименовать город Оцу, в котором произошёл опозоривший страну случай.